# Cornelius A. Smith
Sir Cornelius Alvin Smith, (n. 7 aprilie 1937, Long Island, Bahamas) este un om politic și diplomat din Bahamas. A devenit al zecelea guvernator general al Bahamasului la 28 iunie 2019.

## Biografie
Smith a fost unul dintre primii membri ai Mișcării Naționale Libere la înființarea sa la începutul anilor 1970 și a servit în legislativ reprezentând circumscripția Marco City din Grand Bahama începând din 1982 și a fost reales de trei ori. Smith a fost ministru al educației din 1992 până în 1995, ministru al siguranței publice și imigrației din 1995 până în 1997, ministru al turismului din 1997 până în 2000 și ministru al transporturilor și administrației locale din 2000 până în 2002.
Anterior a fost ambasador în Statele Unite începând cu numirea sa la 24 septembrie 2007, precum și ambasador/reprezentant permanent la Organizația Statelor Americane și ambasador nerezident în Mexic, Malaezia, Columbia, Panama, Costa Rica, El Salvador, Guatemala, Honduras și Nicaragua.
În 2018, a depus jurământul în funcția de vice-guvernator general.